# TIMM9
TIMM9 (англ. Translocase of inner mitochondrial membrane 9) – білок, який кодується однойменним геном, розташованим у людей на короткому плечі 14-ї хромосоми. Довжина поліпептидного ланцюга білка становить 89 амінокислот, а молекулярна маса — 10 378.
| 10         |  | 20         |  | 30         |  | 40         |  | 50         |
| ---------- |  | ---------- |  | ---------- |  | ---------- |  | ---------- |
| MAAQIPESDQ |  | IKQFKEFLGT |  | YNKLTETCFL |  | DCVKDFTTRE |  | VKPEETTCSE |
| HCLQKYLKMT |  | QRISMRFQEY |  | HIQQNEALAA |  | KAGLLGQPR  |  |            |

A: Аланін

C: Цистеїн

D: Аспарагінова кислота

E: Глутамінова кислота

F: Фенілаланін

G: Гліцин

H: Гістидин

I: Ізолейцин

K: Лізин

L: Лейцин

M: Метіонін

N: Аспарагін

P: Пролін

Q: Глутамін

R: Аргінін

S: Серин

T: Треонін

V: Валін

Кодований геном білок за функцією належить до шаперонів. 
Задіяний у таких біологічних процесах, як транспорт, транспорт білків, транслокація, ацетилювання. 
Білок має сайт для зв'язування з іонами металів, іоном цинку. 
Локалізований у мембрані, мітохондрії, внутрішній мембрані мітохондрії.